# Coppa Intercontinentale 1993 (calcio)
La Coppa Intercontinentale 1993 (denominata anche Toyota Cup 1993 per ragioni di sponsorizzazione) è stata la trentaduesima edizione del trofeo riservato alle squadre vincitrici della Coppa dei Campioni e della Coppa Libertadores, vinta dal San Paolo, al suo secondo titolo.

## Avvenimenti
L'edizione del trofeo - l'ultima a venire disputata a mezzogiorno (ora di Tokyo), quando in Italia erano le 4 del mattino - vide contendersi il titolo i campioni in carica del San Paolo e i vicecampioni d'Europa del Milan: quest'ultima squadra partecipò alla competizione in sostituzione dei detentori della Champions League, i francesi dell'Olympique Marsiglia, i quali vennero esclusi dal torneo in base alle squalifiche derivanti dallo scandalo conosciuto come Affaire VA-OM.
L'approdo alla finale degli italiani è condizionato da un equivoco legislativo riguardante la posizione di Savićević, che espulso nel match di due anni prima - quando militava nella Stella Rossa - viene ritenuto non schierabile da Capello a causa di una errata comunicazione da parte dell'UEFA. Nonostante l'organismo abbia in seguito rettificato la propria posizione, consentendo a Savićević di partecipare alla partita, l'allenatore dei rossoneri sceglie comunque di escluderlo dai convocati per la trasferta in terra giapponese, schierando solamente tre stranieri ed affidando proprio ad uno di questi, l'incontrista Desailly, il ruolo di regista.

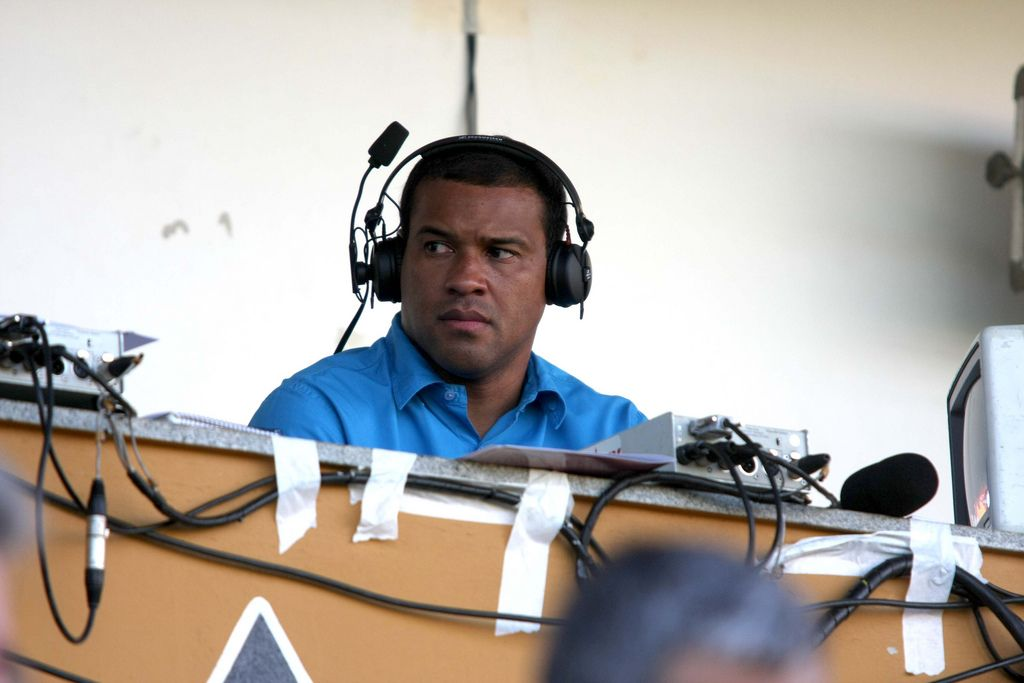
Müller (qui nel 2008), autore del decisivo 3-2 per il San Paolo.

L'atteggiamento inizialmente attendista adottato dal tecnico brasiliano Telê Santana vede prevalere nella parte iniziale dalla partita il Milan, che coglie una traversa dopo pochi minuti con Massaro. Dopo 19 minuti Palhinha raccoglie un cross di Cafu e regala il vantaggio all'undici sudamericano, anticipando Alessandro Costacurta.
L'inizio della ripresa vede la società meneghina raggiungere subito il pareggio grazie a Massaro, su lancio di Desailly 11 minuti più tardi è Albertini a farsi anticipare da Cerezo per il nuovo vantaggio paulista. Al minuto 81 Papin riporta il punteggio sul 2-2 e la gara sembra destinata a protrarsi ai supplementari, anche a causa delle numerose energie profuse dalle due formazioni. Quando mancano solo 3 minuti al termine dei tempi regolamentari però un passaggio filtrante di Cerezo causa una goffa uscita di Rossi, che ribatte la palla sui piedi dell'attaccante Müller, il quale mette così la firma sul definitivo vantaggio della propria squadra.
Il trofeo fu perciò vinto nuovamente dai brasiliani, che con questo successo divennero l'ultima compagine ad aggiudicarsi la competizione per due edizioni consecutive; considerando la Coppa del mondo per club FIFA, che dal 2005 ha preso il posto della Coppa Intercontinentale, questo risultato è rimasto ineguagliato fino al 2017, quando venne realizzato anche dal Real Madrid. Cerezo, autore di una rete e di un assist, fu nominato miglior giocatore dell'incontro.
Nel 2017, la FIFA ha equiparato i titoli della Coppa del mondo per club e della Coppa Intercontinentale, riconoscendo a posteriori anche i vincitori dell'Intercontinentale come detentori del titolo ufficiale di "campione del mondo FIFA", inizialmente attribuito soltanto ai vincitori della Coppa del mondo per club.

## Tabellino
| Arbitro: | Joël Quiniou |

|                       |           |                                    |
| Massaro 48’ Papin 81’ | Marcatori | 19’ Palhinha 59’ Cerezo 87’ Müller |

| Milan | São Paulo |

| Milan         |    |                        |             |
|               |    |                        |             |
| P             | 1  | Sebastiano Rossi       |             |
| D             | 2  | Christian Panucci      |             |
| D             | 3  | Paolo Maldini          |             |
| C             | 4  | Demetrio Albertini 79’ |             |
| D             | 5  | Alessandro Costacurta  |             |
| D             | 6  | Franco Baresi (C)      |             |
| C             | 7  | Roberto Donadoni       |             |
| C             | 8  | Marcel Desailly        |             |
| A             | 9  | Jean-Pierre Papin      | Ammonizione |
| C             | 10 | Daniele Massaro        |             |
| A             | 11 | Florin Răducioiu 79’   |             |
| Sostituzioni: |    |                        |             |
| D             | 13 | Mauro Tassotti 79’     |             |
| C             | 16 | Alessandro Orlando 79’ |             |
| Allenatore:   |    |                        |             |
| Fabio Capello |    |                        |             |

| San Paolo     |    |              |                                |
|               |    |              |                                |
| P             | 1  | Zetti        |                                |
| D             | 2  | Cafu         |                                |
| D             | 3  | Válber       |                                |
| D             | 4  | Ronaldão (C) | Ammonizione                    |
| C             | 5  | Doriva       |                                |
| D             | 6  | André        |                                |
| A             | 7  | Müller       |                                |
| C             | 8  | Dinho        |                                |
| A             | 9  | Palhinha 64’ |                                |
| C             | 10 | Leonardo     |                                |
| C             | 11 | Cerezo       | Ammonizione · Man of the match |
| Sostituzioni: |    |              |                                |
| C             | 15 | Juninho 64’  |                                |
| Allenatore:   |    |              |                                |
| Telê Santana  |    |              |                                |